# Kemenche

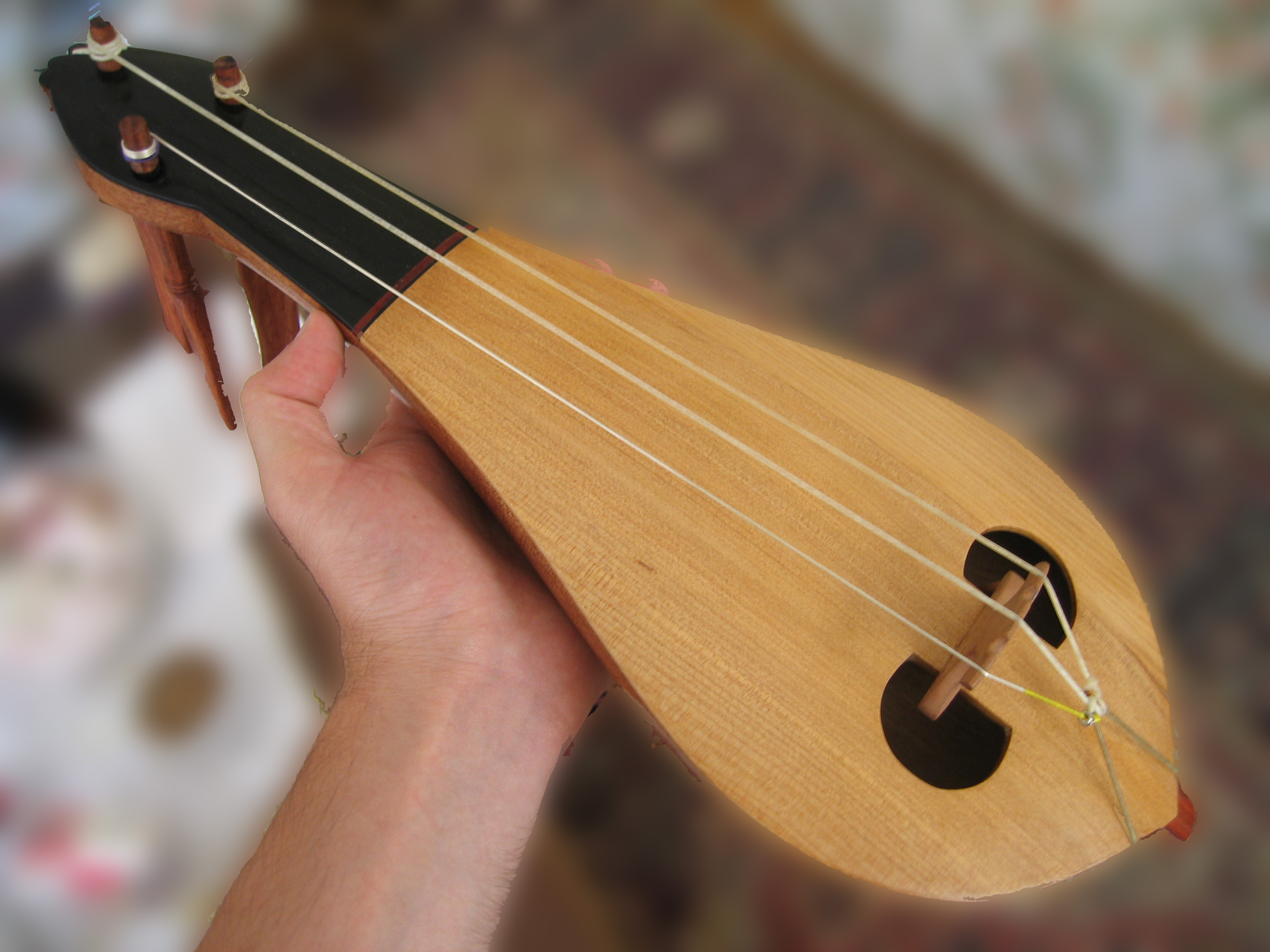
Klassieke kemenche (Armudî kemençe)

Kemenche, ook wel kementsje of Pontische lira (Lazisch: ჭილილი, Grieks: Ποντιακή λύρα of κεμεντζές Turks: kemençe), is een snaarinstrument dat met name populair is in de Pontus, in het noordoosten van Turkije.
Buiten de Pontus wordt de langwerpige kemenche ook gespeeld in Griekse gemeenschappen in het zuidoosten van Oekraïne, en in Grieks Macedonië, als ook in migrantengemeenschappen wereldwijd.
De primitieve strijkstok heeft geen spanmechanisme, maar wordt ondershands vastgehouden zodanig dat de speelhand tevens de beharing strak trekt.
Naast de kementsje uit de Pontus - de populaire langwerpige, die gelijkenis vertoont met de zakviool - is er een ander instrument onder de naam kementsje (Armudî kemençe), die lijkt op de Kretenzische lyra en de Bulgaarse gdulka.
De klassieke kemenche is circa 50 cm lang en heeft drie in kwarten gestemde snaren.